# جائزة جنوب إفريقيا الكبرى للدراجات النارية 1983
جائزة جنوب أفريقيا الكبرى للدراجات النارية 1983 هو سباق دراجات نارية أقيم بتاريخ 19 مارس 1983 في حلبة كيالامي. كان الجولة الأولى من أصل 12 في سباق الجائزة الكبرى للدراجات النارية موسم 1983. فاز الأمريكي فريدي سبنسر بفئة 500 سي سي بينما جاء الأمريكي كيني روبرتس في المركز الثاني وحصل على المركز الثالث البريطاني رون هاسلام.

## وصلات خارجية
- الموقع الرسمي